# Табане, Том
Томас Мотсвахае «Том» Табане (англ. Thomas Motsoahae «Tom» Thabane; род. 28 мая 1939, Масеру) — политический и государственный деятель Лесото. Премьер-министр страны в 2012—2015 и 2017—2020 годах.

## Биография

### Ранние годы
Родился 28 мая 1939 года в Басутоленде (протекторат Великобритании в Южной Африке).

### Политическая карьера
- В 1991 году начал карьеру в министерстве иностранных дел Королевства Лесото.
- В 1995 году являлся советником премьер-министра Нтсу Мохеле из Партии Конгресса Басутоленда.
- С 1998 по июнь 2002 года был министром иностранных дел.
- С июня 2002 по ноябрь 2004 года был министром внутренних дел.
- В 2004 году стал министром коммуникаций, науки и технологий.
- В 2006 году основал партию Конвенция всех басуто[англ.] и стал её лидером.
- В июне 2012 года был назначен премьер-министром страны.
- 30 августа 2014 года бежал из страны в результате военного переворота. На следующий день король Лесото Летсие III назначил нового главу правительства Мохлаби Тсекоа.
- 3 сентября 2014 года он при поддержке юаровских полицейских вернулся в страну и вновь стал во главе правительства[2].
- 28 февраля 2015 года в Лесото прошли внеочередные парламентские выборы.
- 7 марта 2015 года новый парламент Лесото отправил в отставку Тома Табане и назначил новым премьер-министром страны Бетуэль Пакалита Мосисили[3].

1 марта 2017 года правительству Мосисили был выражен парламентский вотум недоверия. Мосисили рекомендовал королю распустить парламент, что было сделано 7 марта. Выборы, состоявшиеся 3 июня 2017 года, привели к победе Тома Табане и его партии Конвенция всех басуто. 16 июня Табане сменил Мосисили на посту премьер-министра.

### Личная жизнь
Том Табане был женат трижды. О первой жене нет сведений, со второй — Липолело Табане — он развёлся 2012 году. 14 июня 2017 года Липолело была застрелена в Ха-Масана, неподалёку от столицы Масеру.
Вскоре после этого 27 августа 2017 года он женился на Месаи Табане, которая моложе его на 38 лет, во время роскошной церемонии на центральном стадионе. В начале января 2020 года правящая партия попросила его подать в отставку из-за отстранения от должности комиссара полиции Холомо Молибели, связавшего премьера и его новую жену с убийством. 10 января был выдан ордер на арест первой леди Месаи Табане. Премьер-министр объявил о своём намерении уйти в отставку летом, ссылаясь на возраст.
24 февраля 2020 года, находясь в отпуске по болезни, Табане предстал перед судом на предварительном слушании. Обвинения против него не были зачитаны, так как его адвокаты просили передать дело в высокий суд для ответа на вопрос о возможной неприкосновенности.